# Tutto quello che ho (miniserie televisiva)
Tutto quello che ho è una miniserie televisiva italiana diretta da Monica Vullo e Riccardo Mosca, trasmessa in prima visione su Canale 5 dal 9 al 30 aprile 2025, con protagonisti Vanessa Incontrada e Marco Bonini. Liberamente tratta da una storia vera, la miniserie racconta la sofferenza dei genitori per la scomparsa della propria figlia.

## Trama
La storia gira attorno alla vita dei coniugi Lavinia, avvocata, e Matteo Santovito, poliziotto, che vivono a Livorno insieme ai loro due figli Camilla e Roberto. All'improvviso la primogenita della coppia, Camilla, appena diciottenne, scompare misteriosamente venendo poi ritrovata morta in un campo di mais.

## Puntate
| nº | Titolo          | Prima TV       |
| -- | --------------- | -------------- |
| 1  | Prima puntata   | 9 aprile 2025  |
| 2  | Seconda puntata | 16 aprile 2025 |
| 3  | Terza puntata   | 22 aprile 2025 |
| 4  | Quarta puntata  | 30 aprile 2025 |

### Prima puntata
- Ascolti: telespettatori 2 765 000 – share 16,40%[7].

### Seconda puntata
- Ascolti: telespettatori 2 419 000 – share 14,50%[8].

### Terza puntata
- Ascolti: telespettatori 2 749 000 – share 16,80%[9].

### Quarta puntata
- Ascolti: telespettatori 2 412 000 – share 13,10%[10].

## Personaggi e interpreti

### Personaggi principali
- Lavinia Santovito, interpretata da Vanessa Incontrada. È una stimata avvocata, moglie di Matteo e madre di Camilla e Roberto.
- Matteo Santovito, interpretato da Marco Bonini. È un poliziotto apprezzato, marito di Lavinia e padre di Camilla e Roberto.
- Camilla Santovito, interpretata da Margherita Attorre. È la primogenita diciottenne di Lavinia e Matteo e sorella di Roberto. Scompare misteriosamente per poi essere ritrovata morta in un campo di mais.
- Kevin Musa, interpretato da Ibrahim Gueye. È un ragazzo nigeriano con un passato difficile. Figlio di Fatimah, viene arrestato ingiustamente per la scomparsa di Camilla, per la quale provava dei sentimenti.
- Claudia, interpretata da Alessia Giuliani. È una collega di Matteo, nonché sua amica e di Lavinia.
- Vittoria Cassarà, interpretata da Antonella Attili. È un pubblico ministero determinata e cinica.
- Ascenzio, interpretato da Gianfranco Gallo. È un compagno di cella di Kevin.
- Roberto Santovito, interpretato da Edoardo Miulli. È il secondogenito di Lavinia e Matteo e fratello di Camilla.
- Manuel Rocca, interpretato da Fabrizio Coniglio. È il commissario che indaga sul caso.

### Personaggi secondari
- Flavio Costa, interpretato da Alex Lorenzin. È un collega di Lavinia.
- Fatimah, interpretata da Osas Imafidon. È la madre di Kevin.
- Arrigo Costa, interpretato da Bruno Santini. È il titolare dello studio presso cui lavora Lavinia nonché padre di Flavio.
- Coach Mainardi, interpretato da Adriano Ceccarini.  È l'istruttore di voga. Uomo forte, concreto e burbero ma anche comprensivo.
- Padre Carlo, interpretato da Jerry Mastrodomenico.
- Longoni, interpretato da Emanuele Barresi. È un vignettista.
- Caterina, interpretata da Anna Maria De Luca. È la madre di Matteo Santovito.
- Eugenio Ferrante, interpretato da Filippo Brogi. È il fidanzato di Camilla.
- Alessio il Roscio, interpretato da Emanuele Vitto. È un compagno di scuola di Roberto nonché nella stessa squadra di voga.
- Virgilio Ferrante, interpretato da Nicola Pecci. È il padre di Eugenio.
- Valentina, interpretata da Caterina Quintavalla. È una compagna di scuola di Camilla.
- Raffaele, interpretato da Bruno Ricci. È un poliziotto del commissariato.
- Monica, interpretata da Ilaria Martinelli. È una poliziotta che lavora con Raffaele.
- Faisal, interpretato da Samba Laobe Ndiaye. È il capo della comunità africana.

## Produzione
La miniserie è diretta da Monica Vullo e Riccardo Mosca, scritta da Fabrizio Bettelli, Giorgio Glaviano e Flaminia Padua e prodotta da 7 Verticale in collaborazione con RTI e Movie Magic International. Inizialmente il titolo previsto per la miniserie era Solo una madre, ma successivamente è stato modificato in Tutto quello che ho.

### Riprese
Le riprese sono state effettuate tra maggio e giugno 2024 a Livorno, in particolare presso il quartiere Venezia, la Terrazza Mascagni, lo Scoglio della Regina (dove è stato ricostruito il commissariato di polizia), il mercato delle vettovaglie e la zona Garibaldi.

## Riconoscimenti
- Nastri d'argento - Grandi Serie
  - 2025 – Candidatura alla miglior serie TV - Dramedy[16]